# Litoria micromembrana
Espèce
Synonymes
- Hyla micromembrana Tyler, 1963

Statut de conservation UICN

 LC  : Préoccupation mineure
Litoria micromembrana est une espèce d'amphibiens de la famille des Pelodryadidae.

## Répartition
Cette espèce est endémique de Nouvelle-Guinée. Elle se rencontre entre 1 000 et 2 500 m :
- en Papouasie-Nouvelle-Guinée dans les monts Bismarck, Torricelli et Saruwaged ;
- en Indonésie dans l'est de la province de Papouasie dans les Star mountains.

## Description
La femelle holotype mesure 51,5 mm.

## Publication originale
- Tyler, 1963 : A taxonomic study of amphibians and reptiles of the Central Highlands of New Guinea, with notes on their ecology and biology 2. Anura: Ranidae and Hylidae. Transactions of the Royal Society of South Australia, vol. 86, p. 105-130 (texte intégral).